# Ferd'nand paa Bjørnejagt
Ferd'nand paa Bjørnejagt er en dansk animationsfilm fra 1945, der er instrueret af Henning Dahl-Mikkelsen.

## Handling
Denne artikel mangler et handlingsreferat. Hjælp os med at skrive det.